# 丁海遠
丁海遠（：／ Chung Hae-Won，1959年7月1日—2020年5月1日），大韩民国足球运动员、教练。原國家男子足球隊队员。

## 生平
先后毕业于安養工業高等學校、延世大學。1980年在延世大学入选國家隊。1983年职业联赛开始后，一直效力于皇家大宇。1986年联赛获得最佳射手称号，1987年获得MVP称号。曾代表韩国队出场58次，参加了1988年亚洲杯和1990年世界杯。1991年退役。先后执教皇家大宇、全南天龙。后又开办自己的足球训练教室。2008年后，任仁川聯足球俱樂部球探。
2017年，國際足球歷史和統計聯合會公布20世纪亚洲最佳球员评选结果，丁海远与古广明并列第23位。
2020年5月1日，丁海遠在京畿道高陽市國民健康保險一山医院逝世。